# 刘恢 (城阳王)
刘恢（？—前44年），西汉宗室，第七代城阳王。第一任城阳景王刘章是汉高祖刘邦孙子，参与平定诸吕之乱。前52年，其父刘顺死后，刘恢袭位，在位八年。前44年，刘恢去世，谥号戴。

## 兒子
- 城陽孝王刘景
- 石山節侯劉玄
- 都陽節侯劉音
- 參封侯劉嗣
- 伊鄉頃侯劉遷

| 前任： 父刘顺 | 西汉城阳王 前51年—前44年 | 繼任： 子刘景 |